# Каслтон-он-Гадсон (Нью-Йорк)
Каслтон-он-Гадсон (англ. Castleton-on-Hudson) — селище (англ. village) в США, в окрузі Ренсселер штату Нью-Йорк. Населення — 1477 осіб (2020).

## Географія
Каслтон-он-Гадсон розташований за координатами 42°32′2″ пн. ш. 73°45′4″ зх. д. / 42.53389° пн. ш. 73.75111° зх. д. (42.533796, -73.751094).  За даними Бюро перепису населення США в 2010 році селище мало площу 1,85 км², з яких 1,85 км² — суходіл та 0,00 км² — водойми.

## Демографія
Згідно з переписом 2010 року, у селищі мешкали 1473 особи в 566 домогосподарствах у складі 372 родин. Густота населення становила 795 осіб/км².  Було 619 помешкань (334/км²).
Расовий склад населення:
| - 97,0 % — білих - 1,3 % — чорних або афроамериканців - 0,3 % — азіатів |

До двох чи більше рас належало 0,9 %. Частка іспаномовних становила 2,6 % від усіх жителів.
За віковим діапазоном населення розподілялося таким чином: 23,0 % — особи молодші 18 років, 61,8 % — особи у віці 18—64 років, 15,2 % — особи у віці 65 років та старші. Медіана віку мешканця становила 39,5 року. На 100 осіб жіночої статі у селищі припадало 88,4 чоловіків;  на 100 жінок у віці від 18 років та старших — 81,7 чоловіків також старших 18 років.
Середній дохід на одне домашнє господарство  становив 81 334 долари США (медіана — 68 375), а середній дохід на одну сім'ю — 94 911 долар (медіана — 79 118). Медіана доходів становила 50 313 долари для чоловіків та 41 250 доларів для жінок. За межею бідності перебувало 4,3 % осіб, у тому числі 0,0 % дітей у віці до 18 років та 6,7 % осіб у віці 65 років та старших.
Цивільне працевлаштоване населення становило 651 особа. Основні галузі зайнятості: освіта, охорона здоров'я та соціальна допомога — 22,6 %, публічна адміністрація — 12,4 %, науковці, спеціалісти, менеджери — 11,5 %, виробництво — 11,2 %.